# Alseis reticulata
Alseis reticulata là một loài thực vật có hoa trong họ Thiến thảo. Loài này được Pilg. & Schmale mô tả khoa học đầu tiên năm 1937.